# 雄神神社 (砺波市)
雄神神社（おがみじんじゃ）は、富山県砺波市（旧庄川町）にある神社である。通称、庄の宮、雄神様。庄下郷の総社である。旧社格は郷社。
この神社の一帯を「雄神の庄」（庄は荘園の意）と呼んだことから、そこを流れる川が庄川という名称になった。かつては、やはり当社に因んで雄神川と呼ばれていた。
水神の高龗神・闇龗神（たかおかみ・くらおかみ）を主祭神とし、瀬織津姫神を配祀する。

## 歴史
創建の年代は不詳である。国史の初見は、『日本紀略』延暦14年（795年）8月18日条で高瀬神・雄神・二上神に従五位上の神階を授けたという記述である。さらに以前、正倉院に収められている天平宝字3年（759年）11月14日のこの周辺の地図（越中国砺波郡石粟村官施入田地図）には、当社と荊波神社との土地の分配についての記述がある。延喜式神名帳には礪波郡七座のうちの一社として記載されている。
社名の「雄神」は、延喜式神名帳でそのすぐ上に「比賣神社」が書かれていることから「比賣神」（姫神）に対する「雄神」であるとも、祭神が男神であるからともいう。ただし、現祭神の二神の龗神（おかみのかみ）は、社名からの附会であるとされる。
元々は庄川の近くに社地があったが、寛文3年（1663年）、洪水により本殿と拝殿の間に庄川の新しい流路ができてしまった。そのため、宝永7年（1710年）に本殿を高台の現在地に遷座し、残った拝殿に本殿と同じ神を勧請して元雄神神社とした。後に、雄神神社の摂社で、宇賀弁才天を祀る弁財天宇賀社を元雄神神社に合祀し、元雄神神社を弁才天社に改称した。弁才天社では33年に一度御開帳が行われ、多数の参拝者が訪れる。
中世、越中国の一向宗徒が福光城主の石黒氏を滅ぼし、その領地にあった高瀬神社が一向宗徒の支配下に入ったとき、高瀬神社の一部の神職が当社に転じている。現在でも両社は関係が深く、宮司は両社で兼任されている。